# Харківське товариство грамотності
Харківське товариство грамотності — організація української інтелігенції, заснована в 1869 році для поширення освіти серед народу. Головний фундатор  — професор Харківського університету Микола Бекетов.
Серед активних діячів товариства — відомі вчені Дмитро Багалій, Микола Сумцов, Василь Данилевський, Микола Максимейко, Олександра Єфименко, Орест Габель, Василь Спаський та інші. Налічувало близько 800 членів.
Харківське товариство розповсюдження у народі грамотності діяло в основному за рахунок членських внесків і пожертвувань. Його діяльність підтримували артисти А. Рубінштейн та Ф. Шаляпін — вони давали концерти, збори від яких перераховували на потреби Товариства. О. І. Кірпічніков, Д. М. Овсяніков-Куликовський, В. Я. Данилевський та інші науковці читали лекції на користь Товариства. Банки за рішенням зборів акціонерів відраховували певні суми на потреби товариства.
Товариство відкрило у Харкові кілька народних, жіночу, ремісничу, декоративно-малювальну і чотири недільних школи, заснувало бібліотеки, читальні, Народний Будинок, займалося видавничою діяльністю та поширювало свою працю також на різні повіти Харківської губернії. Припинило існування у 1920 році.

## Голови правління
- Бекетов Микола Миколайович 1869—1877
- Бекарюков Захар Іванович 1877—1887
- Шимков Андрій Петрович 1887—1895
- Степанов Павло Тихонович 1895—1900
- Данилевський Василь Якович 1900—1904
- Чубинський Михайло Павлович 1904—1906
- Степанов Павло Тихонович 1906—1908
- Козлов Володимир Михайлович 1907—1909
- барон Будберг Роман Юлійович 1909—1911
- Раєвський Сергій Олександрович 1911 — пер. пол. 1914
- в. о. Коркушко Г. І. 1914
- в. о. Сливицький Володимир Іванович 1916—1920